# 1983 na ciência

## Eventos
- Kary Mullis inventa a técnica de PCR, um método de amplificação de DNA.
- William Walker descobre o primeiro fóssil de barionix
- A área envolvente ao Porto de Vila do Topo, ilha de São Jorge, é classifica como Reserva Natural Parcial, pelo Governo Regional dos Açores.[1]
- 18 de Junho - Sally Ride torna-se a primeira mulher norte-americana a ir ao espaço como integrante da tripulação da nave Challenger.

## Nascimentos
| Data | Nome | Profissão | Nacionalidade | Observações | Ref |
| ---- | ---- | --------- | ------------- | ----------- | --- |

## Mortes
| Data            | Nome                        | Profissão                                 | Nacionalidade                                 | Observações                         | Ref   |
| --------------- | --------------------------- | ----------------------------------------- | --------------------------------------------- | ----------------------------------- | ----- |
| 20 de fevereiro | Fritz Köberle               | médico e cientista                        | Áustria                                       | n. 1910                             |       |
| 1 de julho      | Buckminster Fuller          | arquitecto, designer, inventor e escritor | Estados Unidos                                | n. 1895                             |       |
| 12 de julho     | Ernst Gabor Straus          | matemático                                | República de Weimar                           | n. 1922                             |       |
| 21 de julho     | Norman Holter               | biofísico                                 | Estados Unidos                                | n. 1914                             |       |
| 24 de julho     | Eberhard Hopf               | matemático                                | Áustria                                       | n. 1902 Prémio Leroy P. Steele 1981 | [ 2 ] |
| 3 de setembro   | Derek de Solla Price        | físico e historiador da ciência           | Reino Unido                                   | n. 1922                             |       |
| 10 de setembro  | Felix Bloch                 | físico                                    | Suíça                                         | n. 1905 Nobel da Física 1952        | [ 3 ] |
| 17 de Outubro   | Raymond Aron                | filósofo e sociólogo                      | França                                        | n. 1905                             |       |
| 16 de outubro   | Harish-Chandra              | matemático                                | Reino Unido (Índia)                           | n. 1923 Prémio Cole Álgebra 1954    | [ 4 ] |
| 26 de outubro   | Alfred Tarski               | lógico, matemático e filósofo             | Polónia                                       | n. 1901                             |       |
| 19 de novembro  | Reinout Willem van Bemmelen | geólogo                                   | Países Baixos · (Índias Orientais Holandesas) | n. 1904 Medalha Wollaston 1977      | [ 5 ] |
| 5 de agosto     | Bart Bok                    | astrónomo                                 | Países Baixos / Estados Unidos                | n. 1906                             |       |

## Prémios

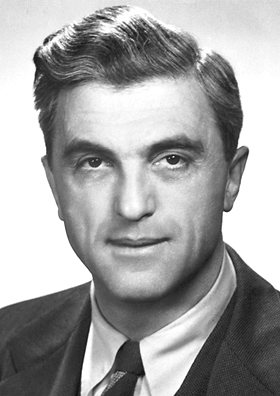
Felix Bloch
(1905 - 1983)

Medalha Albert Einstein
- Sir Hermann Bondi[6]

Medalha Arthur L. Day
- Harmon Craig[7]

Medalha Bigsby
- Robert Keith O'Nions[8]

Medalha Bruce
- Yakov B. Zel'dovich[9]

Medalha Copley
- Rodney Porter[10]

Medalha Davy
- Duilio Arigoni[11]

Medalha Guy
- prata - J.E. Besag[12]
- bronze - Peter McCullagh[13]

Medalha Lavoisier (SCF)
- Paul Weisz[14]

Medalha de Ouro Lomonossov
- Andrei Kursanov[15]

Medalha de Ouro da Royal Astronomical Society
- Michael J. Seaton[16] e Fred Whipple[16]

Medalha Penrose
- G. Arthur Cooper[17]

Medalha Real
- Daniel Joseph Bradley,[18] Wilhelm Siegmund Feldberg[18] e John Kingman[18]

Prémio Nobel
- Física - Subramanyan Chandrasekhar[3] e William Alfred Fowler[3]
- Química - Henry Taube[19]
- Medicina - Barbara McClintock[20]
- Economia - Gerard Debreu[21]